# زیاد الصمد
زیاد الصمد (انگلیسی: Ziad Al Samad؛ زادهٔ ۶ اوت ۱۹۷۸) بازیکن سابق و مربی فوتبال اهل لبنان است.
از باشگاه‌هایی که در آن بازی کرده‌است می‌توان به باشگاه ورزشی صفا، باشگاه فوتبال الانصار لبنان، و باشگاه راسینگ بیروت اشاره کرد.
وی همچنین در تیم ملی فوتبال لبنان بازی کرده‌است.